# Bever (Belgien)
Bever (französisch Biévène) ist eine belgische Gemeinde in der Provinz Flämisch-Brabant. Sie gehört zu den niederländischsprachigen Gemeinschaften mit französischen Fazilitäten.

## Geschichte
Bever wurde im Jahre 946 in einer Urkunde der Abtei Gembloux erstmals erwähnt. Der Name der Gemeinde ist wahrscheinlich keltischen Ursprungs (beven = Grenze; beber = Bieber).
Vom 11. bis in das 19. Jahrhundert gehörte Bever zur Grafschaft Hennegau, die nach der Unabhängigkeit Belgiens 1830 in der Provinz Hennegau aufging. 1963 wurde Bever Teil der Provinz Brabant (seit 1995 Flämisch-Brabant).

## Wappen
Beschreibung: Im silbernen gevierten Wappen im ersten und vierten Feld drei rote Balken und in den anderen Feldern je drei rote Bartenspitzen auf roten Stielen (2,1) gestellt. Die unteren zeigen nach rechts.